# جارفيلد قوة الحيوانات الأليفة
جارفيلد قوة الحيوانات الأليفة هو فيلم كوميدي للرسوم المتحركة بالكمبيوتر لعام 2009، يعتمد على شخصيات من الشريط الهزلي لجيم ديفيس غارفيلد، ويعتمد بشكل فضفاض على سلسلة روايات Pet Force. إنها الدفعة الثالثة والأخيرة من الثلاثية التي تشمل أيضًا Garfield Gets Real و Garfield's Fun Fest. تم إصداره على قرص DVD و Blu-ray في 16 يونيو 2009. وقد كتبه مؤلف Garfield Jim Davis. تم إصداره في المسارح ثلاثية الأبعاد دوليًا.

## روابط خارجية
- جارفيلد قوة الحيوانات الأليفة على موقع IMDb (الإنجليزية)
- جارفيلد قوة الحيوانات الأليفة على موقع روتن توميتوز (الإنجليزية)
- جارفيلد قوة الحيوانات الأليفة على موقع نتفليكس (الإنجليزية)
- جارفيلد قوة الحيوانات الأليفة على موقع قاعدة بيانات الأفلام العربية
- جارفيلد قوة الحيوانات الأليفة على موقع ألو سيني (الفرنسية)
- جارفيلد قوة الحيوانات الأليفة على موقع Turner Classic Movies (الإنجليزية)
- جارفيلد قوة الحيوانات الأليفة على موقع أول موفي (الإنجليزية)
- جارفيلد قوة الحيوانات الأليفة على موقع فيلمافينيتي (الإسبانية)
- جارفيلد قوة الحيوانات الأليفة على موقع قاعدة بيانات الفيلم (الإنجليزية)
- جارفيلد قوة الحيوانات الأليفة على موقع ليتربوكسد (الإنجليزية)
- الموقع الرسمي
- Garfield's Pet Force  في قاعدة بيانات الأفلام على الإنترنت (بالإنجليزية)